# Джулі Лаурберг
Джулі Расмін Марі Лаурберг (7 вересня 1856 — 29 червня 1925) — данська фотографка та феміністка, яка разом із Францискою Гад (Franziska Gad, 1873—1921) керувала успішним фотографічним бізнесом у середмісті Копенгагена.

## Життєпис
Народившись в Грені, Лаурберг навчалася у художника і фотографа Леопольда Хартмана, перш ніж продовжити навчання в Парижі та Італії.

## Фотокар'єра
У 1895 році відкрила власну студію в новій будівлі Magasin du Nord в центральній частині Копенгагена, де працювала зі своєю колишньою ученицею Францискою Гад. З 1907 року, коли Гад стала офіційною партнеркою у її бізнесі, студія отримала широке визнання, залучаючи до фотографування заможних особистостей. Одним з найвизначніших її портретів є портрет оперної співачки Маргрет Лендроп, який широко публікувався як гравюра на листівці. Відома як Julie L. & Gad, у 1910 році фірма отримала статус королівського придворного фотоагентства.
Цінувались також архітектурні знімки Лаурберг, зокрема фотографії залу в будівлі мерії. У період між 1908 і 1910 роками вона робила світлини палацу Крістіана IX в Амалієнборзі, багато з яких збереглися як великі плакати.
Джулі Лауберг померла 29 червня 1925 р., похована на кладовищі Ассістенс.

## Феміністська діяльність
Лаурберг брала активну участь у боротьбі за права жінок. Вона була членкинею данського жіночого товариства (Dansk Kvindesamfund), а в 1920 році — членкинею-засновницею Асоціації жіночих будинків (Kvindernes Boligselskab). Підтримувала розширення ролі жінок у фотографії, яка на той час ставала популярною професією для жінок (див. Жінки в фотографії). У її великому фотографічному бізнесі працювали майже виключно жінки.